# Штампарски завод Покрет
Штампарски завод Покрет настао је 1925. године и био је најмодернија штампарија у Лесковцу у међуратном периоду. 

## Историјат
Изградио га је Никола Петровић Покрет. Проширен је 1940. године, а 1946. власт је штампарију конфисковала, а власника као државног непријатеља осудила на 12 година затвора који је издржавао у Забели.
После Другог светског рата зграда је постала седиште штампарије Наше речи, касније продавница Багат, па Агробанка, а данас је продавница обуће.